# Arthur Zimmermann
Arthur Zimmermann (5 de octubre de 1864 - 6 de junio de 1940 o 7 de junio de 1940) fue un político alemán, que destacó especialmente por ser el ministro de Asuntos Exteriores del Imperio alemán entre el 25 de noviembre de 1916 y el 5 de agosto de 1917, fecha en la cual dimitió de su cargo.
Su nombre ha quedado en la Historia asociado al famoso Telegrama Zimmermann, durante la Primera Guerra Mundial, que fue uno de los elementos que acabaron por influir en el ánimo de los Estados Unidos para abandonar su neutralidad en el conflicto y unirse a las filas de los Aliados en contra de las Potencias Centrales, de las que formaba parte el Imperio alemán. Su objetivo desde el principio fue incitar a México a entrar en la Primera Guerra Mundial apoyando al Imperio alemán. El Gobierno mexicano rechazó la propuesta debido a que en esos momentos se vivía una situación tensa entre los Estados Unidos y México, además de otros problemas, como ser una nación que había salido recientemente de una revolución.
Igualmente, participó en el desarrollo de los planes tendentes a apoyar al movimiento de independencia irlandés, así como en el apoyo de los Bolcheviques para efectuar una labor de zapa en el interior del Imperio ruso en contra de los zares.

## Primeros pasos
Arthur Zimmermann nació en la localidad de Marggrabova (hoy Olecko, en Masuria, en la actual Polonia) en la Prusia oriental, el 5 de octubre de 1864, falleciendo debido a una neumonía en Berlín. Efectuó estudios de Derecho entre 1884 y 1887 en Königsberg, igualmente en Prusia oriental, así como en Leipzig.
Inició su carrera profesional con el ejercicio de la profesión de abogado, obteniendo con posterioridad un doctorado en Derecho. En 1893 pasó a la carrera diplomática, entrando en el servicio consular en Berlín. Su primer destino en el extranjero fue en China, a donde llegó en 1896, pasando luego a Cantón en 1898, para acceder posteriormente a la categoría de cónsul, en 1900. Mientras se hallaba destinado en Extremo Oriente se produjo en China la revuelta de los Boxers, que conoció pues de primera mano.
Tras haber sido llamado desde el Ministerio de Asuntos Exteriores, fue nombrado viceministro en 1911 para, el 25 de noviembre de 1916, en plena Primera Guerra Mundial, aceptar ser nombrado ministro, sucediendo en sus funciones a Gottlieb von Jagow. No obstante, desde algunos años atrás ya asumía la mayor parte de las negociaciones del Ministerio con los mandatarios extranjeros, con motivo de la timidez enfermiza del ministro titular, von Jagow. Es de destacar que fue el primer ministro de Asuntos Exteriores del Imperio alemán que no poseía orígenes en la aristocracia, aunque sí era originario de la Prusia Oriental, como buena parte de la nobleza imperial alemana.

## ElKronrat
En tanto que ministro de Asuntos Exteriores del Imperio alemán, tomó parte igualmente en lo que se conoce como Kronrat, es decir, las deliberaciones que tuvieron lugar en el verano de 1914 entre el káiser Guillermo II y el canciller alemán, Theobald von Bethmann-Hollweg, en el curso de las cuales se tomó la decisión de apoyar al Imperio austrohúngaro tras el asesinato del arquiduque Francisco Fernando de Austria en Sarajevo, decisión que desembocó en el estallido de la Primera Guerra Mundial. Posteriormente, Arthur Zimmermann rechazaría el uso del término Kronrat, ya que la opinión del kaiser Guillermo II fue decisiva en la discusión, aunque el canciller Bethmann-Hollweg, así como el propio Zimmermann, aprobaron la decisión de aquel.

## La ejecución de la enfermera Edith Cavell
Arthur Zimmermann, desde su cargo de ministro de Asuntos Exteriores, fue igualmente quien tuvo que dar las pertinentes explicaciones en el caso de la ejecución de la enfermera británica Edith Cavell por parte de un pelotón de ejecución alemán el 12 de octubre de 1915, debido a que había ayudado a varios centenares de soldados de los Aliados a escapar desde la Bélgica ocupada por los alemanes hacia Holanda, territorio neutral en esa guerra. El incidente había tenido una honda repercusión en la prensa y la opinión pública tanto del Reino Unido como de los todavía neutrales Estados Unidos, y había acabado ya por convertirse en un problema de política internacional para el Imperio alemán.
Arthur Zimmermann empezó por afirmar que «era una lástima que la señora Cavell hubiese tenido que ser ejecutada», pero que ello era necesario. Prosiguió aceptando que era algo terrible tener que ejecutar a una mujer, pero que era necesario prestar atención a las consecuencias que se derivarían del hecho de que un Estado, especialmente si se hallaba en situación de guerra, no castigase a las mujeres después de que estas hubiesen cometido crímenes que afectasen a la seguridad de las fuerzas armadas de dicho Estado. Ninguna corte penal (y menos aún en el caso de una jurisdicción sometida a la ley marcial) hubiera hecho una tal distinción (puesto que el hombre y la mujer son iguales ante la ley), etc. Afirmó que tenía ante él el veredicto del tribunal y que estaba «convencido de que ningún tribunal del mundo hubiese emitido un veredicto distinto», prosiguiendo con frases del mismo tenor. 
Su actuación fue sumamente criticada en su momento por toda la opinión pública, tanto de los países en guerra con las Potencias Centrales como entre los países neutrales, pero en cualquier caso deben ser situadas en el contexto de la época y la sociedad en la que se generaron. Hay que recordar que en ambos bandos se produjeron frecuentes fusilamientos de soldados y civiles (véase por ejemplo al respecto el caso de la bailarina holandesa Mata Hari, fusilada por Francia bajo la acusación de espionaje el 15 de septiembre de 1917).

## Paz en el Este
En marzo de 1917, habida cuenta de la perspectiva de un inminente hundimiento del Frente Oriental debido a la situación política en el Imperio ruso, Zimmermann tomó la decisión personal de promover su iniciativa llamada Paz en el Este ante los revolucionarios rusos, propuesta de la mayor importancia estratégica en esas fechas para Alemania y las Potencias Centrales, y que logró imponer tanto al káiser Guillermo como al Ejército alemán. Hizo a los bolcheviques rusos la propuesta siguiente:
- el cese de los combates a lo largo de toda la línea del frente;
- la recíproca retirada de todos los territorios ocupados por cada uno de los contendientes;
- un acuerdo amistoso respecto de Polonia, Lituania y Curlandia;
- la promesa de colaborar con Rusia en su reconstrucción y desarrollo;
- finalmente, Lenin y los líderes bolcheviques que se hallaban en esos momentos asilados en Suiza recibirían la autorización para regresar a Rusia en un tren cerrado y sellado que les conduciría allí a través de territorio alemán.

Dichas propuestas, en el caso de ser aceptadas, deberían liberar un alto número de divisiones de los Ejércitos de las Potencias Centrales que en esos momentos combatían contra el Ejército ruso en el Frente Oriental, permitiendo que fuesen trasladadas al Frente Occidental, lo que a su vez lograría reforzar a las tropas allí empeñadas en los combates contra el resto de los Aliados en una larga y costosa guerra de trincheras, dándoles la superioridad necesaria para intentar romper el frente y decidir así el resultado de la guerra antes de la posible entrada en la guerra de los Estados Unidos.
El plan presentado por Zimmermann tuvo éxito, aunque por lo demás dejó tras de sí para el futuro un problema político importante: la Revolución bolchevique, que había triunfado en parte debido a la intervención de Arthur Zimmermann.

## La misión del nuncio Pacelli

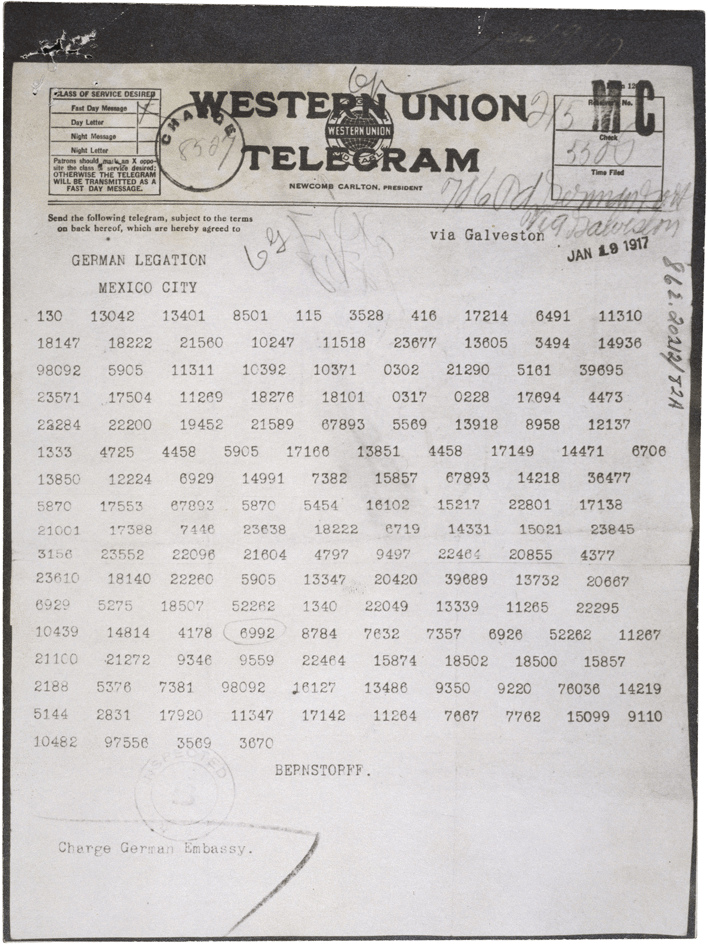
El Telegrama Zimmermann tal y como fue enviado por el embajador alemán en Washington al embajador alemán en México, cifrado usando un libro de códigos.

A finales de junio de 1917, Zimmermann tuvo ante sí la primera ocasión de verdad para hacer progresar unas negociaciones de paz. En el curso de varias reuniones que mantuvieron con el nuncio apostólico en Baviera, Eugenio Pacelli (quien ulteriormente sería elegido papa con el nombre de Pío XII), y con Uditore Szioppa, quienes estaban en una misión de prospección, el canciller Bethmann-Hollweg y Arthur Zimmermann escucharon sus proyectos. Según dichas propuestas, no habría anexión de territorios, no se desplazaría la frontera con el Imperio ruso, Polonia se convertiría no obstante en un Estado independiente, todos los territorios ocupados por las Potencias Centrales en Francia y en Bélgica serían evacuados por las tropas alemanas, y Lorena sería restituida a Francia. La única contrapartida sería la devolución a Alemania de todas sus antiguas colonias.

## Su dimisión
El 5 de agosto de 1917, Zimmermann dimitió de su cargo de ministro de Asuntos Exteriores, para ser reemplazado por Richard von Kühlmann.
El célebre telegrama que Zimmermann había enviado el 16 de enero de 1917 fue el motivo principal para su dimisión. Dos años y medio después del inicio de la Primera Guerra Mundial, los Estados Unidos seguían observando una estricta neutralidad en el conflicto que enfrentaba a los Aliados con las Potencias Centrales en una guerra de trincheras en el norte de Francia y en Bélgica, sin intervenir en la lucha. A pesar de que la reelección como presidente de los Estados Unidos de Woodrow Wilson lo había sido con el lema «no estamos en guerra, gracias a mí», las consecuencias del telegrama ayudaron a que cada vez le resultase más difícil mantener su promesa y conservar la neutralidad de los Estados Unidos en la guerra.